# Panzeria hyalinata
Panzeria hyalinata là một loài ruồi trong họ Tachinidae.